# Francis Anscombe
Francis John Anscombe (* 13. Mai 1918 in Hove, England; † 17. Oktober 2001 in New Haven, Connecticut, Vereinigte Staaten) war ein englischer Statistiker.

## Ausbildung und Karriere
Geboren in Hove, England, wurde Anscombe am Trinity College der Universität Cambridge ausgebildet. Nach seinem Einsatz im Zweiten Weltkrieg trat er für zwei Jahre der Rothamsted Experimental Station bei, bevor er als Dozent nach Cambridge zurückkehrte.
In Experimenten betonte Anscombe die Randomisierung sowohl in der Design- als auch in der Analysephase. In der Designphase argumentierte Anscombe, dass die Experimentatoren die Labels der Blöcke randomisieren sollten. In der Analysephase argumentierte Anscombe, dass der Randomisierungsplan die Datenanalyse führen sollte. Anscombes Ansatz hat insbesondere John Nelder und Rosemary A. Bailey beeinflusst.
1956 zog Anscombe an die Princeton University und wurde im selben Jahr zum Fellow der American Statistical Association gewählt. 1963 wurde er zum Gründungsvorsitzenden der Statistikabteilung an der Yale University ernannt.

## Forschung
Anscombe betonte die Bedeutung der Visualisierung von Daten und illustrierte dies anhand von vier Datensätzen, die heute als Anscombe-Quartett bekannt sind.
Laut David Cox ist Anscombes bekannteste Arbeit möglicherweise sein Bericht von 1961 über formale Eigenschaften von Residuen in der linearen Regression. Sein früherer Vorschlag für eine Varianz-stabilisierende Transformation für Poisson-Daten ist oft als Anscombe-Transformation bekannt.
Später interessierte sich Anscombe für statistische Berechnungen und betonte, dass ein Computer sowohl Berechnungen als auch Grafiken erstellen sollte. Später veröffentlichte er ein Lehrbuch zur statistischen Berechnung in der Programmiersprache APL.
In der Wirtschaftswissenschaft und Entscheidungstheorie ist Anscombe am besten für eine Arbeit aus dem Jahr 1963 mit Robert Aumann bekannt, welche die Standardgrundlage für die Theorie der subjektiven Wahrscheinlichkeit liefert.

## Persönliches Leben
Anscombe war Schwager eines weiteren bekannten Statistikers, John W. Tukey von der Princeton University. Deren Ehefrauen waren Schwestern.